# Sobor (Orthodoxie)
Sobor oder Sabor (deutsch: Zusammenkunft) ist eine slawische Bezeichnung für ein Konzil, d. h. eine Versammlung von kirchlichen Würdenträgern. Heute unterscheidet man zwischen einer (Bischofs-)Synode  (russ. архиерейский собор) und einem Lokalkonzil (russ. поместный собор), bei dem nicht nur Bischöfe, sondern auch andere kirchliche Würdenträger und rechtliche Vertreter zugegen sind. Der Name leitet sich von dem kirchenslawischen Wort für Versammlung ab.
Die erste Sobor der Russischen Orthodoxen Kirche fand 1051 in Kiew statt. Auch die Ukrainisch-Katholische Kirche hielt nach ihrer Gründung 1596 regelmäßig Sitzungen ab. Für die Ukrainisch-Orthodoxe Kirche war insbesondere die Sobor von 1640 unter dem Metropoliten Petro Mohyla von Bedeutung, an der auch zahlreiche kirchliche Laien teilnahmen.